# Facundo Bagnis
Facundo Bagnis (Rosario, 27 febbraio 1990) è un tennista argentino.
Specialista della terra rossa, ha vinto un torneo in doppio e disputato due finali in singolare nel circuito maggiore. Attivo soprattutto nei circuiti minori, ha vinto diversi titoli in singolare e in doppio nei circuiti Challenger e ITF. I suoi migliori ranking ATP sono stati il 55º in singolare nel novembre 2016 e il 78º in doppio nel settembre 2013. Ha esordito nella squadra argentina di Coppa Davis nel 2023.

## Biografia
Professionista nel 2008, ottiene i suoi migliori risultati a livello Challenger e Futures, circuiti nei quali si aggiudica svariati tornei. Nel luglio 2013 conquista il suo unico titolo del circuito maggiore vincendo in coppia con Thomaz Bellucci il torneo di doppio ATP 250 di Stoccarda. Nel settembre successivo sale alla 78ª posizione della classifica mondiale di doppio, che rimarrà il suo miglior ranking ATP di specialità.
Il suo miglior ranking in singolare risale al novembre 2016, quando raggiunge il 55º posto dopo aver conquistato nel corso della stagione ben 6 titoli Challenger, stabilendo il record di tornei vinti in singolare in una stagione per questa categoria. Nel febbraio 2021 disputa la sua prima semifinale ATP al Córdoba Open e il mese successivo raggiunge la finale del Chile Open, dove viene sconfitto in 3 set dal nº 22 ATP Cristian Garín. A luglio fa il suo esordio olimpico con la sconfitta al primo turno in singolare ai Giochi di Tokyo. A settembre raggiunge per la prima volta il terzo turno in una prova dello Slam agli US Open.
Nel febbraio 2023 esordisce in Coppa Davis in occasione della sfida persa 3-1 contro la Finlandia e viene sconfitto in due set da Emil Ruusuvuori. Nel febbraio 2024 disputa al Córdoba Open la sua seconda finale ATP e cede in due set a Luciano Darderi.

## Statistiche
Aggiornate al 18 marzo 2024.

### Singolare

#### Finali perse (2)
| Legenda              |
| Grande Slam (0)      |
| ATP Finals (0)       |
| ATP Masters 1000 (0) |
| ATP Tour 500 (0)     |
| ATP Tour 250 (2)     |

| N. | Data             | Torneo                | Superficie  | Avversario in finale | Punteggio        |
| 1. | 14 marzo 2021    | Chile Open, Santiago  | Terra rossa | Cristian Garín       | 4-6, 7-6(3), 5-7 |
| 2. | 11 febbraio 2024 | Córdoba Open, Córdoba | Terra rossa | Luciano Darderi      | 1-6, 4-6         |

### Doppio

#### Vittorie (1)
| Legenda              |
| Grande Slam (0)      |
| ATP Finals (0)       |
| ATP Masters 1000 (0) |
| ATP Tour 500 (0)     |
| ATP Tour 250 (1)     |

| N. | Data           | Torneo                    | Superficie  | Compagno        | Avversari in Finale               | Punteggio        |
| 1. | 14 luglio 2013 | Stuttgart Open, Stoccarda | Terra rossa | Thomaz Bellucci | Tomasz Bednarek Mateusz Kowalczyk | 2-6, 6-4, [11-9] |

### Tornei minori

#### Singolare

##### Vittorie (22)
| Legenda tornei minori |
| Challenger (17)       |
| Futures (5)           |

| N.  | Data              | Torneo                                           | Superficie  | Avversario in finale     | Punteggio          |
| 1.  | 28 settembre 2008 | Bolivia F3, La Paz                               | Terra rossa | Guillermo Carry          | 7-5, 7–6(3)        |
| 2.  | 23 agosto 2009    | Ecuador F3, Quito                                | Terra rossa | Mauricio Echazú          | 7-5, 6-2           |
| 3.  | 13 settembre 2009 | Bolivia F3, La Paz                               | Terra rossa | Adam El Mihdawy          | 6-3, 6-2           |
| 4.  | 22 novembre 2009  | Argentina F24, Resistencia                       | Terra rossa | Juan-Pablo Villar        | 6-3, 2-0 RET       |
| 5.  | 12 dicembre 2010  | Brasile F36, Araçatuba                           | Terra rossa | Eládio Ribeiro Neto      | 6-2, 6-3           |
| 6.  | 3 aprile 2011     | Open Barranquilla, Barranquilla                  | Cemento     | Diego Junqueira          | 1-6, 7–6(4), 6-0   |
| 7.  | 8 luglio 2012     | Arad Challenger, Arad                            | Terra rossa | Victor Hănescu           | 6-4, 6-4           |
| 8.  | 10 marzo 2013     | Santiago Challenger, Santiago                    | Terra rossa | Thiemo de Bakker         | 7–6(2), 7–6(3)     |
| 9.  | 15 settembre 2013 | Open Cali I, Cali                                | Terra rossa | Facundo Argüello         | 2-6, 6-4, 6-3      |
| 10. | 15 marzo 2015     | Santiago Challenger, Santiago (2)                | Terra rossa | Guilherme Clezar         | 6-2, 5-7, 6-2      |
| 11. | 17 gennaio 2016   | Racket Club Open, Buenos Aires                   | Terra rossa | Arthur De Greef          | 6-3, 6-2           |
| 12. | 24 gennaio 2016   | Rio de Janeiro Tennis Cup, Rio de Janeiro        | Terra rossa | Guilherme Clezar         | 6-4, 4-6, 6-2      |
| 13. | 13 marzo 2016     | Santiago Challenger, Santiago (3)                | Terra rossa | Rogério Dutra da Silva   | 6(3)–7, 6-4, 6-3   |
| 14. | 1 ottobre 2016    | Open Medellin, Medellín                          | Terra rossa | Caio Zampieri            | 6(3)–7, 7-5, 6-2   |
| 15. | 9 ottobre 2016    | Campeonato Internacional de Campinas, Campinas   | Terra rossa | Carlos Berlocq           | 5-7, 6-2, 3-0 rit. |
| 16. | 12 novembre 2016  | Open Bogotá, Bogotà                              | Terra rossa | Horacio Zeballos         | 3-6, 6-3, 7–6(4)   |
| 17. | 24 giugno 2018    | [Internazionali Città dell'Aquila, L'Aquila      | Terra rossa | Paolo Lorenzi            | 2-6, 6-3, 6-4      |
| 18. | 4 ottobre 2020    | Biella Challenger, Biella                        | Terra rossa | Blaž Kavčič              | 6(4)–7, 6-4, rit.  |
| 19. | 11 luglio 2021    | Salzburg Open, Salisburgo                        | Terra rossa | Federico Coria           | 6-4, 3-6, 6-2      |
| 20. | 3 aprile 2022     | Pereira Challenger, Pereira                      | Terra rossa | Facundo Mena             | 6-3, 6-0           |
| 21. | 23 ottobre 2022   | Ambato La Gran Ciudad Challenger, Ambato         | Terra rossa | João Lucas Reis da Silva | 7–6(7), 6-4        |
| 22. | 21 gennaio 2024   | Challenger Tenis Club Argentino II, Buenos Aires | Terra rossa | Mariano Navone           | 7-5, 1-6, 7-5      |

##### Finali perse (15)
| Legenda tornei minori |
| Challenger (14)       |
| Futures (1)           |

| N.  | Data              | Torneo                                         | Superficie  | Avversario in finale        | Punteggio        |
| 1.  | 14 settembre 2008 | Bolivia F1, La Paz                             | Terra rossa | Cristhian Ignacio Benedetti | 6-4, 4-6, 6(3)–7 |
| 2.  | 20 giugno 2010    | Bytom Open, Bytom                              | Terra rossa | Pere Riba Madrid            | 0-6, 3-6         |
| 3.  | 14 aprile 2013    | Open Barranquilla, Barranquilla                | Cemento     | Federico Delbonis           | 3-6, 2-6         |
| 4.  | 16 settembre 2013 | Campeonato Internacional de Campinas, Campinas | Terra rossa | Guilherme Clezar            | 4-6, 4-6         |
| 5.  | 11 novembre 2013  | Lima Challenger, Lima                          | Terra rossa | Horacio Zeballos            | 7–6(4), 3-6, 3-6 |
| 6.  | 15 giugno 2014    | Città di Caltanissetta, Caltanissetta          | Terra rossa | Pablo Carreño Busta         | 6-4, 4-6, 1-6    |
| 7.  | 19 aprile 2015    | Sarasota Open, Sarasota                        | Terra verde | Federico Delbonis           | 4-6, 2-6         |
| 8.  | 4 novembre 2017   | Challenger Ciudad de Guayaquil, Guayaquil      | Terra rossa | Gerald Melzer               | 3-6, 1-6         |
| 9.  | 22 aprile 2018    | Sarasota Open, Sarasota                        | Terra verde | Hugo Dellien                | 6-2, 4-6, 2-6    |
| 10. | 12 maggio 2019    | Braga Open, Braga                              | Terra rossa | João Domingues              | 7–6(5), 2-6, 3-6 |
| 11. | 19 maggio 2019    | Lisboa Belém Open, Lisbona                     | Terra rossa | Roberto Carballés Baena     | 6-2, 6(5)–7, 1-6 |
| 12. | 28 settembre 2019 | Challenger de Buenos Aires, Buenos Aires       | Terra rossa | Sumit Nagal                 | 4-6, 2-6         |
| 13. | 23 maggio 2021    | Oeiras Open Challenger III, Oeiras             | Terra rossa | Carlos Alcaraz              | 4-6, 4-6         |
| 14. | 20 novembre 2022  | São Léo Open, São Leopoldo                     | Terra rossa | Juan Pablo Varillas         | 6(5)–7, 6-4, 4-6 |
| 15. | 17 marzo 2024     | Santiago Challenger, Santiago del Cile         | Terra rossa | Juan Pablo Varillas         | 3-6, 2-6         |